# Carnaubal
Carnaubal là một đô thị thuộc bang Ceará, Brasil. Đô thị này có diện tích 364,75 km², dân số năm 2007 là 15571 người, mật độ 42,69 người/km².